# Света Троица (Жбевац)
„Света Троица“ (на сръбски: Храм Свете Тројице) е възрожденска православна църква във вранското село Жбевац, югоизточната част на Сърбия. Част е от Вранската епархия на Сръбската православна църква.
Църквата е построена в 1916 година в центъра на селото върху основите на стара църква, също посветена на Светата Троица, която в началото на XX век е в руини. Осветена е от митрополит Варнава Скопски в 1923 година. Иконите от старата църква са пренесени в новата. Иконостасът с 29 икони е изписан в 1921 година от М. Илич, който е автор и на стенописите, покриващи частично стените във вътрешността. На западната фасада, над входа има ниша в която има икона на Светата Троица и надпис: „По милости Божијој овај храм посвећен Св. Тројици у Жбевцу довршен је 1923. г. и освети га исте године 13. Маја Његово Високопреосвештенство Господин Варнава Српски православни митрополит Скопљански за време владавине Његовог Величанства Александра I краља срба, хрвата и словенаца. Амин.“